# Девід Томпсон
Девід Джон Говард Томпсон (англ. David John Howard Thompson, 25 грудня 1961, Лондон, Велика Британія — 23 жовтня 2010, Saint Philip, Барбадос) — прем'єр-міністр Барбадосу з 16 січня 2008 по 23 жовтня 2010, лідер Демократичної лейбористської партії.
Член парламенту з 1987, в 1991—1993 роках — міністр розвитку громад та культури, в 1993—1994 — міністр фінансів в уряді Сендіфорда, після поразки партії на виборах в 1994 став лідером партії, займав цю посаду до вересня 2001.
У січні 2006 знову став лідером партії замість Клайда Масколла і в січні 2008 здобув перемогу на виборах, змінивши лідера лейбористської партії Овена Артура на посту прем'єр-міністра, також обійняв посаду міністром фінансів.
48-річний прем'єр помер 23 жовтня від раку підшлункової залози; вперше про хворобу прем'єра було оголошено в березні 2010 року. У липні чиновник узяв відпустку, і виконувати обов'язки прем'єра став його заступник Фріндел Стюарт.